# Aškadar
L'Aškadar (in russo Ашкада́р?; in baschiro Ашҡаҙар) è un fiume della Russia europea orientale, affluente di sinistra della Belaja, nel bacino della Kama. Scorre nella Repubblica del Baškortostan, nei rajon  Meleuzovskij e  Sterlitamakskij. 
Ha origine a 2,2 km a ovest del villaggio di Ižbuljak. Inizialmente scorre in direzione sud-est, quindi gira a nord-est. La parte superiore del bacino si trova all'interno delle alture di Bugul'ma e Belebej, dove si trovano foreste decidue di aceri, querce e tigli. La parte inferiore del bacino del fiume è una pianura bassa con černozëm e vegetazione steppica.
L'Aškadar ha una lunghezza di 165 km, il suo bacino è di 3 780 km². Sfocia nella Belaja a 743 km dalla foce, nella città di Sterlitamak. La sua portata media, alla  foce è di 16,7 m³/s.